# عقاب دریایی اشتلر
عقاب دریایی اشتلر (نام علمی: Haliaeetus pelagicus) یا عقاب شانه‌سفید پرندهٔ شکاری بزرگی از خانوادهٔ بازان است. این عقاب در سواحل اقیانوسی شمال شرق آسیا زندگی می‌کند و طعمهٔ اصلی او ماهی و پرندگان آبزی است. عقاب دریایی استلر حدود ۵ تا ۹ کیلوگرم وزن دارد و بزرگ‌ترین نوع عقاب از نظر وزن محسوب می‌شود. نام آن از طبیعت‌شناس آلمانی، گئورگ ویلهلم استلر گرفته شده است. در کل طول آن ۸۵ تا ۱۰۵ سانتیمتر و فاصله بال‌هایش ۱۹۵ تا ۲۵۰ سانتیمتر است.

## نگارخانه

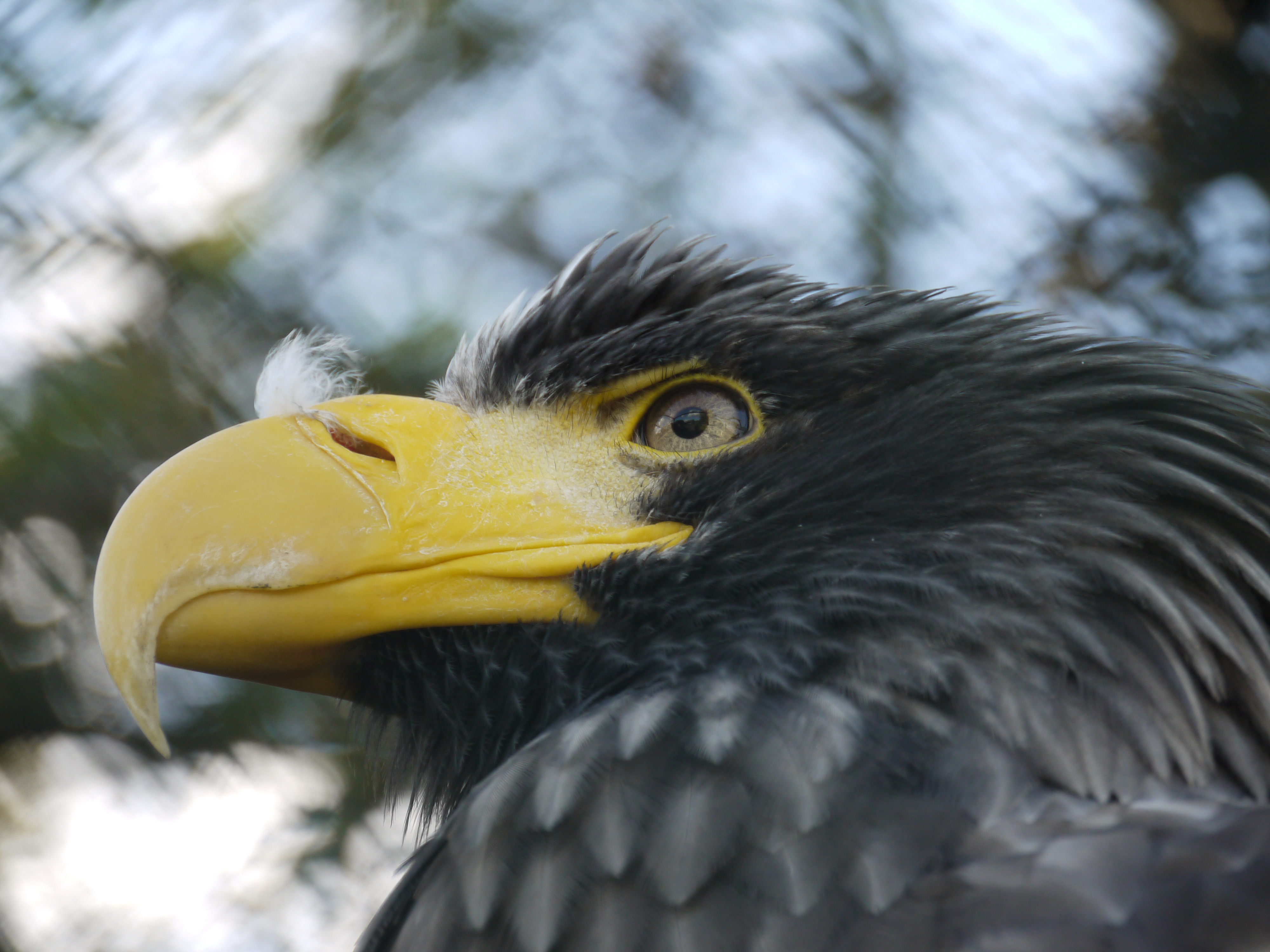
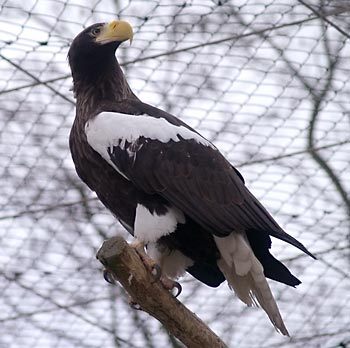
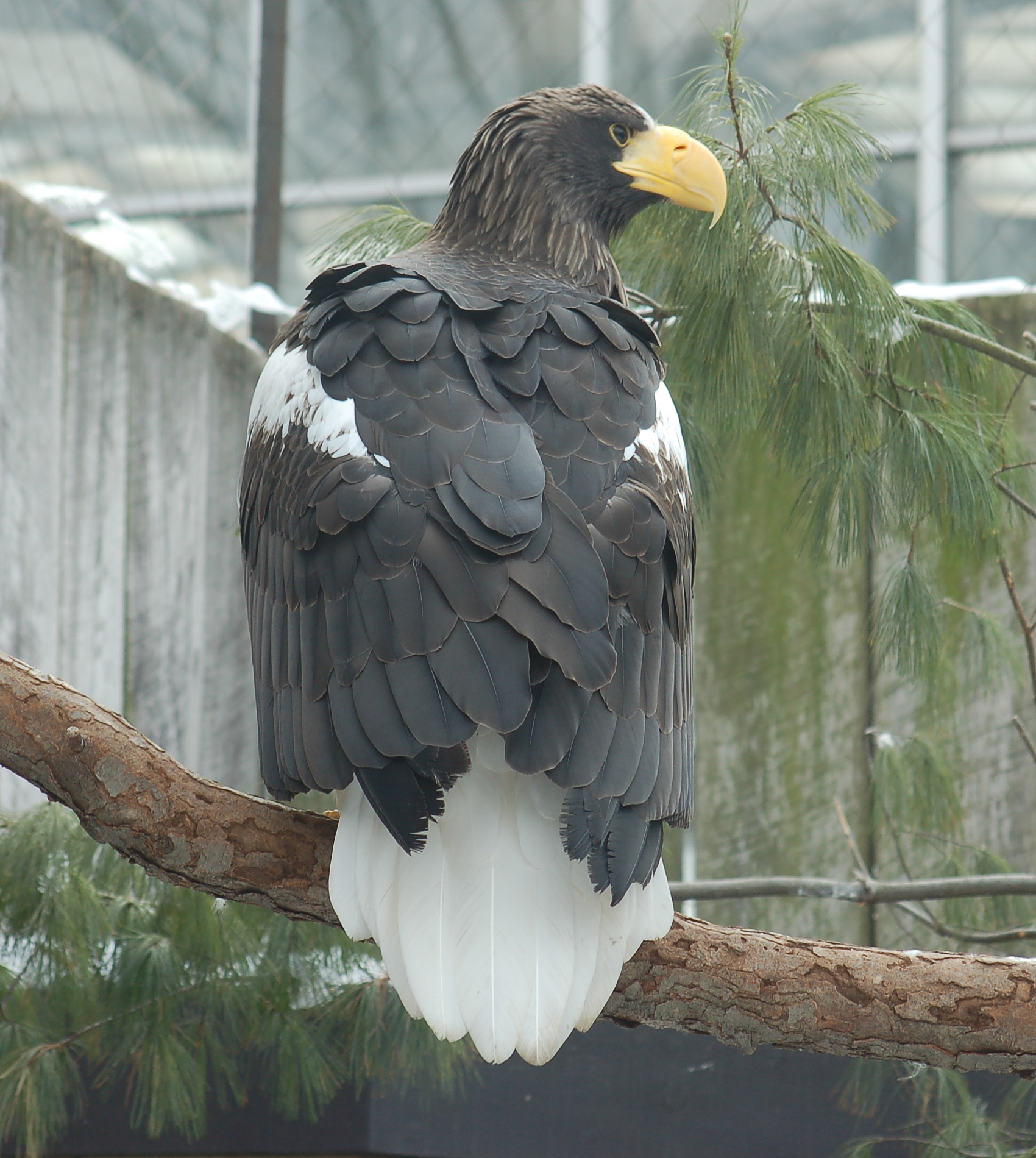
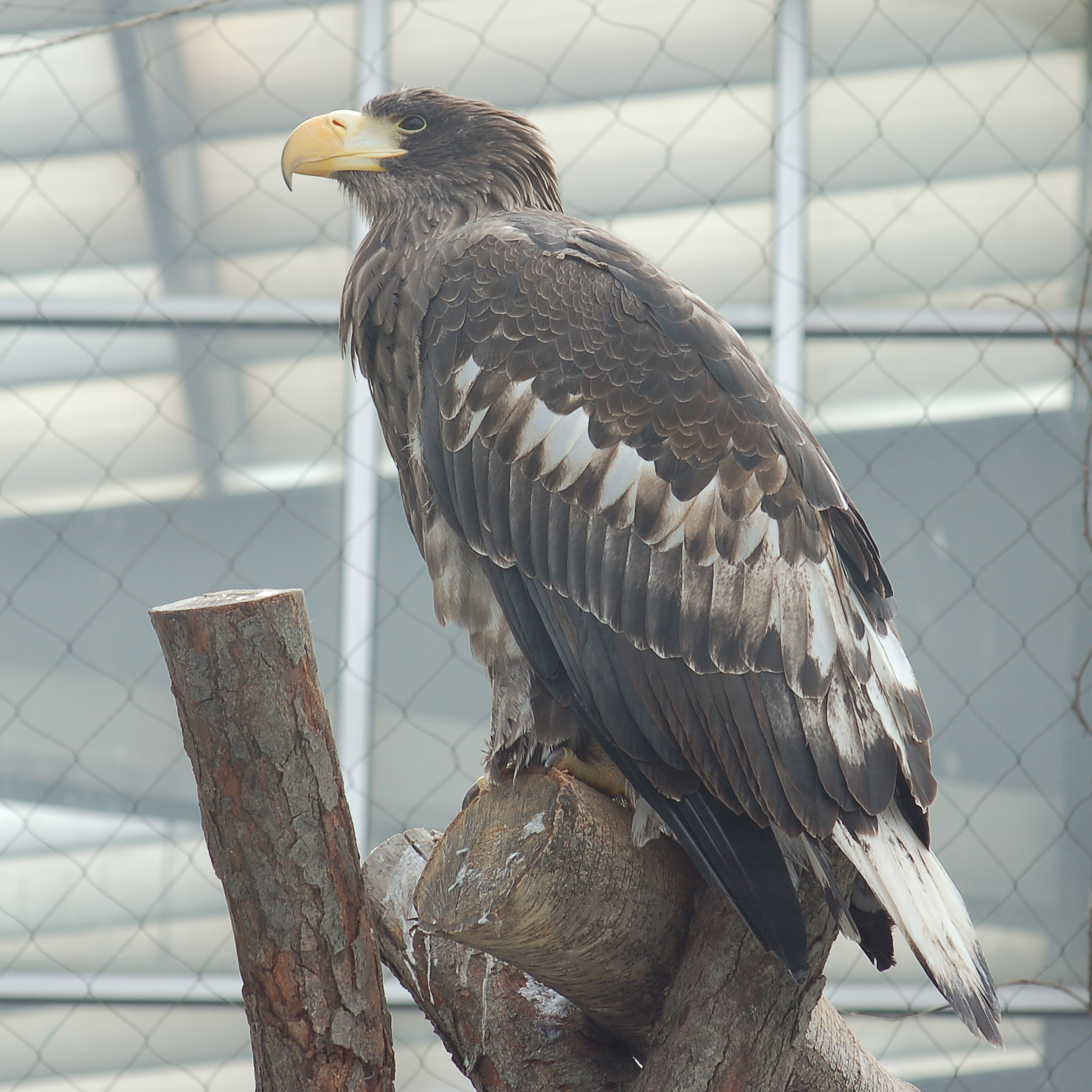